# Kostel svatého Václava (Číbuz)
Kostel svatého Václava je římskokatolický farní kostel v Číbuzi. Je chráněn jako kulturní památka České republiky.

## Historie
Nejstarší zmínka o kostele v Číbuzi je v listině papeže Bonifáce VIII., vydané 3. června 1296 v Římě, ve které je zmiňován kněz kostela v Číbuzi Petr Machův ze Staré. Podle listiny získal farní kostel po smrti rektora číbuzského kostela Jana řečeného Hukala. Další zmínka je z rejstříku papežského desátku z roku 1352. Ve 14. století je kostel uváděn jako kostel ve Skalici Německé.
Patrony kostela byli postupně Alžběta ze Smiřic (vdova po Sezemovi z Dobrušky), Petr z Vartemberka a na Kosti (kolem roku 1390) a Beneš Páni z Choustníka (kolem roku 1403). Roku 1498 koupil smiřické panství Mikuláš mladší Trčka z Lípy a z Lichtenburka. Ten vyžadoval, aby kněží na jeho panství byli protestanti. Současný renesanční kostel byl založen v roce 1601 na okraji obce na místě staršího kostela. Kostel několikrát vyhořel, v roce 1700 včetně fary, a dále 5. října 1756 za přítomnosti pruského vojska. Do současné podoby, s věží sníženou o jedno patro, byl kostel přestavěn za děkana Uhlíře v roce 1772. Do roku 1786 byl číbuzský kostel filiálním kostelem farnosti Holohlavy. Roku 1839 byl kostel opraven a byla oplechována střecha věže. V roce 1897 byla vichřicí stržena báň nad kněžištěm, která byla nahrazena současnou střechou. Při tom byl odstraněn sanktusník a zvon byl dán do věže. V roce 1972 byla opravena fasáda, v roce 1987 střechy a v letech 1995–1996 bylo provedeno statické zajištění stavby.

## Architektura
Jednolodní stavba s plochým stropem a pravoúhlým kněžištěm s valenou klenbou. Na severní straně kněžiště je sakristie a na západní straně čtverhranná jednopatrová věž vysoká 35 metrů zakončená osmibokou jehlancovou střechou. Okna jsou barokní, v horní části polokruhová.

## Interiér
Hlavní oltář s obrazem sv. Václava je z roku 1895. Kazatelna ze druhé poloviny 18. století je zdobená reliéfem a motivem rozsévače. Autorem varhan je varhanář Jan Josefi z Kutné Hory.

## Bohoslužby
Bohoslužby se konají v neděli v 10.30.